# Scolopini
Scolopini – plemię pluskwiaków różnoskrzydłych z rodziny dziubałkowatych i podrodziny Anthocorinae.
Dziubałkowate te mają wierzch ciała pozbawiony długich i smukłych szczecinek. Przedplecze ich jest niepunktowane, czasem zaopatrzone w wyraźne włoski makroskopowe po bokach. Półpokrywy mają niepunktowane międzykrywki. Odnóża zwieńczone są pazurkami pozbawionymi przylga. Golenie przedniej pary odnóży u samców wyposażone są w duże fosullae spongiosae. Większe kolce na tylnych goleniach samców występować mogą tylko u wierzchołka. Samce mają na czwartym lub piątym sternicie odwłoka otwór gruczołowy o niejasnej funkcji, który tylko sporadzycznie może być uwsteczniony. Samice mają na odwłoku rurki kopulacyjne.
Podplemię Scolopina jest szeroko rozprzestrzenione na świecie, natomiast Calliodina występują tylko w krainie neotropikalnej i na Hawajach.
Takson ten wprowadził w 1954 roku Jacques Carayon. Należy doń 13 rodzajów, częściowo zgrupowanych w 2 podplemiona:
- podplemię: Calliodina Carayon, 1954
  - Calliodis Reuter, 1871
  - Eulasiocolpus Champion, 1900
  - Lasiocolpoides Champion, 1900
  - Lepidonannella Poppius, 1913
  - Zopherocoris Reuter, 1871
- podplemię: Scolopina Carayon, 1954
  - Lasiochiloides Champion, 1900
  - Scolopa Carayon, 1954
  - Scolopella Carayon, 1954
  - Scolopocoris Carayon, 1972
  - Scoloposcelis Fieber, 1864
- podplemię: incertae sedis
  - Maoricoris China, 1933
  - Nidicola Harris & Drake, 1941
  - Solenonotus Reuter, 1871